# 16172 Jayaweera
A 16172 Jayaweera (ideiglenes jelöléssel (16172) 2000 AZ97) a Naprendszer kisbolygóövében található aszteroida. A LINEAR projekt keretében fedezték fel 2000. január 4-én.